# Люди Икс вне комиксов
«Люди Икс» (англ. X-Men) — вымышленная команда супергероев, созданная Marvel Comics, которая фигурирует в комиксах и других средствах массовой информации.

## Телевидение

### Анимация
1960-е
Первое появление Людей Икс вне комиксов состоялось в мультсериале «Супергерои Marvel» в 1966 году. Команда, возглавляемая Профессором Икс, состояла из: Циклопа, Зверя, Чудо-девушки, Ангела и Человека-льда. В этом мультсериале Люди Икс упоминаются не под своим привычным названием, а как Союзники мира.
1980-е
- Люди Икс фигурировали в нескольких эпизодах мультсериала «Человек-паук и его удивительные друзья», дебютировав во флэшбеке в серии «Происхождении Человека-льда»[2]. Член Людей Икс Солнечный огонь появился в более позднем эпизоде вместе с Удивительными Друзьями. Следующее появление Людей Икс состоялось в «Рождении Огненной Звезды»[2], где были замечены Профессор Икс, Шторм, Ангел, Циклоп, Росомаха и Джаггернаут. Люди Икс вернулись в следующем сезоне в серии «Приключения Людей Икс»[2], где команда состояла из: Профессора Икс, Циклопа, Китти Прайд (в роли Спрайт), Шторм, Ночного Змея, Колосса и Буревестника.
- В 1989 году Marvel Productions выпустила получасовой пилотный эпизод «Людей Икс» под названием «Прайд из Людей Икс». В нём рассказывалось о первом приключении Китти Прайд с Профессором Икс, Циклопом, Штормом, Росомахой, Колоссом, Ночным Змеем и Ослепительной, когда они сражались против Магнето, Белой Королевы, Джаггернаута, Пузыря, Пиро и Жабы[2]. Выхода дальнейших серий не последовало, однако эпизод периодически транслировался в блоке Marvel Action Universe и вышел на видео в 1990 году[1].

1990-е
- В 1992 году Fox выпустил мультсериал «Люди Икс». В команду мутантов вошли: Циклоп, Росомаха, Шельма, Шторм, Зверь, Гамбит, Джин Грей и Профессор Икс. Время от времени в приключениях команды участвовал Морф. Двухсерийный пилотный эпизод «Ночь стражей» положил начало мультсериалу из 5 сезонов[2], завершившемуся в 1997 году.
- Люди Икс сыграли ключевую роль в эпизодах «Страсти по мутантам» и «Месть мутантов» мультсериала «Человек-паук» 1994 года, когда Человек-паук искал помощи у Профессора Икс. В 5 сезоне Шторм примкнула к команде Паука в арке «Секретные войны»[2].
- В 1995 году, Циклоп, Джин Грей, Гамбит, Росомаха, Шторм и Джаггернаут, наряду с Алым Пауком появились в качестве камео в эпизоде «Зелёный кошмар» мультсериала «Фантастическая четвёрка»[3].

2000-е
- В 2000 году The WB Television Network запустила мультсериал «Люди Икс: Эволюция», в которой Люди Икс были представлены как подростки, посещающими обычную государственную среднюю школу в дополнение к Институту Ксавьера. Сериал закончился в 2003 году после четвёртого сезона. Ключевыми персонажами мультсериала выступили: Профессор Икс, Циклоп, Джин Грей, Спайк (племянник Шторм), Шторм, Росомаха, Шельма, Зверь, Китти Прайд и Ночной Змей[2]. Также, начиная со второго сезона, в мультсериале появились Новые мутанты, в том числе Бум-Бум, Санспот, Человек-лёд, Волчица, Магма, Множитель, Джубили, Берсеркер и Пушечное ядро. Кроме того, эпизодически появляется Ангел. Колосс, Икс-23 и Гамбит выступают в качестве антагонистов.
- В 2003 году Люди Икс и мутанты были упомянуты в эпизоде «Вечеринка» мультсериала «Человек-паук». Питер Паркер выдаёт фразу: «Держу пари, что Люди Икс ходят на вечеринки». Вскоре после этого он попадает в засаду группы полицейских, один из которых называет его «уродцем-мутантом»[4].
- В 2006 году Minimates выпустила на DVD короткометражный анимационный фильм «Люди Икс: Тёмный прилив» с бокс-сетом фигурок. В основе сюжета лежит противостояние Людей Икс с Братством мутантов на нефтяной вышке. Команда состояла из: Циклопа, Джин Грей, Архангела, Росомахи, Зверя, Ксавьера и Шторм. В состав Братства вошли: Мистик, Магнето и Джаггернаут[5].
- Премьера мультсериала «Росомаха и Люди Икс» состоялась 23 января 2009 года. Центральными персонажами шоу были: Росомаха, Эмма Фрост, Циклоп, Зверь, Шторм, Китти Прайд, Человек-лёд, Шельма, Ночной Змей, Ангел-Архангел, Джин Грей и Профессор Икс. Шоу закрылось после 1 сезона[2].
- Люди Икс появились в шоу «Супергеройский отряд» на Cartoon Network[6]. В отличие от мутантов из комиксов, здешние мутанты не подвергаются нападкам людей, отчего Профессор Икс превратил базу Людей Икс в государственную среднюю школу под названием «Школа мутантов», где мирно обучаются его ученики. Также Профессор помогает другим героям защищать город от злодеев из Вилланвилля во главе с Доктором Думом.

2010-е
В рамках четырехсерийного сотрудничества между японской анимационной студией Madhouse и Marvel, Люди Икс и Росомаха снялись в двух 12-серийных анимэ, премьера которых состоялась на Animax в Японии и на G4 в США в 2011 году. Анимэ «Люди Икс» повествует о Людях Икс, которые прибывают в Японию, чтобы расследовать исчезновение Брони. В дальнейшем они противостоят У-мэнам. Команда состояла из: Циклопа, Росомахи, Шторм, Зверя, Эммы Фрост, Брони и Чарльза Ксавьера. Раннее с ними была Джин Грей. Другие Люди Икс, такие как Колосс и Шельма, эпизодически появляются в финале.
2020-е
12 ноября 2021 года Marvel объявила о возрождении мультсериала 1992—1997 годов под названием «Люди Икс ’97» производства Marvel Studios. Премьера первого эпизода запланирована на 2023 год на стриминговом сервисе Disney+. Шоуранером проекта выступит Бо ДеМайо. Режиссёр и продюсер оригинального шоу Ларри Хьюстон, а также сценаристы Эрик и Джулия Левальд, выступят консультантами шоу.

### Сериалы
- В 1996 году на канале Fox Network состоялся премьерный показ телефильма «Поколение Икс». Изначально он задумался как пилотный эпизод одноимённого сериала, однако затем был перемонтирован в самостоятельный фильм. «Поколение Икс» основан на одноимённом комиксе Marvel. В фильме Школой Ксавьера для одарённых подростков управляют Банши и Эмма Фрост, а среди её учащихся выделяются Эм, Скин, Мондо и Джубили. Команда противостоит безумному учёному, использующему прибор для развития экстрасенсорных способностей.
- В октябре 2015 года Marvel Television объявила, что FX заказал пилотную серию сериала «Легион». Главным героем шоу выступил мутант Дэвид Халлер с диагностированной шизофренией, однако, со временем он принимает вероятность того, что голоса, которые он слышит, и видения, которые он видит, могут быть реальными[15]. Премьера первого сезона состоялась в феврале 2017 года[16]. Сериал завершился на третьем сезоне[17].
- Сериал «Одарённые» повествует о двух родителях, обнаруживших, что их дети обладают способностями мутантов. Вынужденная бежать от враждебного правительства, семья присоединяется к подпольной сети мутантов в борьбе за выживание[18]. В то время как Люди Икс были расформированы в сериале, подпольная сеть мутантов включает таких культовых героев комиксов как: Блинк, Полярис, Буревестник и Степфордские кукушки. Fox закрыл сериал после 2 сезонов.

## Анимированные комиксы
Marvel выпустила анимационные комиксы по мотивам Astonishing X-Men на сервисах Hulu, iTunes и PlayStation Store. Shout! Factory выпустила эпизоды на DVD. В 2011 году было объявлено, что Marvel Knights Animation продолжит анимировать комиксы Джосса Уидона и Джона Кэссадея, начиная со второй сюжетной линии серии Astonishing X-Men: Dangerous.
были выпущены следующие комиксы:
- «Удивительные Люди Икс: Одарённые» (2009)
- «Удивительные Люди Икс: Опасные» (Апрель, 2012)
- «Удивительные Люди Икс: Битые» (Август, 2012)
- «Удивительные Люди Икс: Неудержимые» (Ноябрь, 2012)

## Фильмы

### Франшиза Fox
С 2000 по 2020 год студия 20th Century Studios выпустила тринадцать супергеройских фильмов в рамках серии фильмов о Людях Икс.
Центральной темой трилогии выступил конфликт между профессором Ксавьером и Магнето, имеющими отличные друг от друга взгляды на отношения человечества и мутантов. В то время как Ксавьер верит, что люди и мутанты в состоянии жить в мире, Магнето считает, что грядет война, в которой один вид уничтожит другой. Премьера «Людей Икс» Брайана Сингера состоялась 14 июля 2000 года. В команду вошли: профессор Икс (Патрик Стюарт), Циклоп (Джеймс Марсден), Росомаха (Хью Джекман), Шторм (Хэлли Берри). и Джин Грей (Фамке Янссен). Также Сингер срежиссировал сиквел под названием «Люди Икс 2», который вышел 2 мая 2003 года. К команде присоединились Человек-лёд (Шон Эшмор), Роуг (Анна Пакуин) и Ночной Змей (Алан Камминг). В фильме «Люди Икс: Последняя битва», вышедшем 26 мая 2006 года, режиссёрское место занял Бретт Ратнер. В сюжете картины приняли участие Зверь (Келси Грэммер), Ангел (Бен Фостер), Призрачная кошка (Эллен Пейдж) и Колосс (Дэниел Кадмор). Критики хвалили фильмы Сингера за мрачный, реалистичный тон и упор на предрассудки как на основной подтекст. Хотя фильм Ратнера получил неоднозначные отзывы, в прокате он превзошёл обоих предшественников.
Следующая театралогия, послужившая приквелом к оригинальной трилогии, началась с фильма «Люди Икс: Первый класс». Главными героями выступили: Профессором Икс (Джеймс МакЭвой), Магнето (Майкл Фассбендер), Зверь (Николас Холт), Мистик (Дженнифер Лоуренс), Хавок (Лукас Тилл) и Банши (Калеб Лэндри Джонс) в качестве оригинальной команды. Режиссёром картины стал Мэттью Вон. Премьера состоялась 3 июня 2011 года. Фильм «Люди Икс: Дни минувшего будущего», одновременно являющийся как продолжением оригинальной трилогии, так и «Первого класса», снятый Сингером, вышел 23 мая 2014 года. Сюжет повествует о путешествии во времени героев оригинальной трилогии, заручившихся поддержкой своих младших версий. 27 мая 2016 года был выпущен фильм «Люди Икс: Апокалипсис», где команду возглавила Мистик. В её состав также вошли: Ртуть (Эван Питерс), Шторм (Александра Шипп), Ночной Змей (Коди Смит-МакФи), Циклоп (Тай Шеридан) и Джин Грей (Софи Тёрнер). Тетралогия завершилась четвёртым фильмом под названием «Люди Икс: Тёмный Феникс», сценаристом и режиссёром которого выступил Саймон Кинберг. Заключительная часть фильма о Людях Икс вышла 7 июня 2019 года.
Также были выпущены три спин-оффа о Росомахе: «Люди Икс: Начало. Росомаха», раскрывающий историю происхождения Росомахи, был снят Гэвином Худом и вышел 1 мая 2009 года; повествующий о приключениях Логана «Росомаха: Бессмертный» от режиссёра Джеймса Мэнголда, премьера которого состоялась 26 июля 2013 года, а также заключительная часть трилогии под названием «Логан», режиссёром которой вновь выступил Мэнголд. Фильм вышел 3 марта 2017 года.
В 2016 и 2018 годах были выпущены ещё два спин-оффа, посвящённых Дэдпулу. Первый фильм, «Дэдпул», в котором появились Колосс (Андре Трикоте, озвученный Стефаном Капичичем) и его стажёр из Людей Икс Сверхзвуковая Боеголовка (Брианна Хильдебранд), вышел 12 февраля 2016 года. Премьера «Дэдпула 2» состоялась 18 мая 2018 года. Со стороны Людей Икс в картину вернулись Колосс и Сверхзвуковая Боеголовка. Также участие в сюжете приняла Юкио (Сиори Куцуна), которая помогла Дэдпулу (Райан Рейнольдс) в качестве стажёра Людей Икс. Кроме того, Люди Икс, а именно Профессора Икс, Циклоп, Ртуть, Шторм, Ночной Змей и Зверь из фильмов-приквелов, появились в качестве камео. В производстве студии находился фильм о Силе Икс, режиссёром которого должен был выступить Джефф Уодлоу, а сценаристом — Дрю Годдард.
Ещё один спин-офф и финальный фильм франшизы «Новые мутанты» был выпущен 28 августа 2020 года, срежисированный Джошем Буном, который также написал сценарий в соавторстве с Нейтом Ли.

### Кинематографическая вселенная Marvel
В 2008 году Marvel Studios запустила Кинематографическую вселенную Marvel, сосредоточив внимание на Мстителях и связанных с ними персонажах, правами на экранизацию которых они владели. В 2009 году Disney купил Marvel, однако не мог использовать персонажей франшизы Людей Икс при производстве фильмов. Тем не менее, в альтернативной версии сцены после титров фильма «Железный человек», Ник Фьюри говорит: «Как будто гамма-аварии, укуса радиоактивного насекомого и разные мутантов было недостаточно». Ртуть и Алая Ведьма являлись исключением, поскольку были прочно связаны как с Мстителями, так и с Людьми Икс. Студии договорились о сделке, согласно которой они обе могли использовать свои версии персонажей. Близнецы дебютировали в картине «Первый мститель: Другая война», однако их история происхождения была переосмыслена, в результате чего их силы не являлись следствием мутации. 14 декабря 2017 года Disney объявила о своём намерении приобрести компанию 21st Century Fox, владеющей правами на адаптацию «Людей Икс» в кино. Генеральный директор Disney Боб Айгер подтвердил, что Люди Икс будут интегрированы в КВМ, наряду с Фантастической четвёркой и Дэдпулом.
20 июля 2019 года во время San Diego Comic-Con International глава Marvel Studios Кевин Файги объявил, что фильм о мутантах находится в разработке, а его события будут происходить в рамках Кинематографической вселенной Marvel. [44] На вопрос о том, будет ли фильм называться «Люди Икс», Файги ответил, что понятия «Люди Икс» и «Мутанты» взаимозаменяемы, добавив о различиях в подходах экранизаций супергеройских фильмов КВМ и 20th Century Fox. 21 октября 2021 года сценарист и режиссёр «Тёмного Феникса» Кинберг заявил о своём желании поработать над предстоящим перезапуском.

## Видеоигры

### Ранние игры про Людей Икс
Первая видеоигра о Людях Икс под названием «The Uncanny X-Men» была выпущена Джошем Тоевсом и LJN для Nintendo Entertainment System в 1989 году. В том же году состоялся релиз игры «X-Men: Madness in Murderworld», а ещё через год вышел её сиквел «X-Men II: The Fall of the Mutants».
В 1992 году Konami создала аркадную игру «X-Men», с участием шести играбельных персонажей: Колосса, Циклопа, Ослепительной, Ночного Змея, Шторм и Росомахи.
В 1992 году Люди Икс объединились с Человеком-пауком в «Spider-Man and the X-Men in Arcade’s Revenge», выпущенной для Super NES, Genesis, Game Gear и Game Boy.
В последующие годы игры «X-Men: Gamesmaster’s Legacy» и «X-Men: Mojo World» были выпущены для Sega Game Gear.
Люди Икс несколько раз появлялись в «Spider-Man 2: Enter Electro». Профессор Икс и Шельма запускают симуляцию Комнату опасностей, выступающей зоной тренировок для игрока. Также на первом уровне появляется Зверь, чтобы продемонстрировать игроку функции контроллера.
В 1990-х Sega выпустила две игры о Людях Икс для Genesis — «X-Men» и «X-Men 2: Clone Wars». В 1994 году Росомаха сыграл главную роль в сольной игре для Super NES и Genesis под названием «Wolverine: Adamantium Rage». В том же году Люди Икс приняли участие в игре «X-Men: Mutant Apocalypse» для Super NES.

### Файтинги
Люди Икс фигурировали в различных 2D и 3D играх:
- «X-Men: Children of the Atom» (Capcom, 1994)[56]
- «Marvel Super Heroes» (Capcom, 1995)[56]
- «X-Men vs. Street Fighter» (Capcom, 1996)[50][56]
- «Marvel Super Heroes vs. Street Fighter» (Capcom, 1997)[56]
- «Marvel vs. Capcom» (Capcom, 1998)[51][56]
- «X-Men: Mutant Academy» (Activision/Paradox Development, 2000)[51][56]
- «Marvel vs. Capcom 2: New Age of Heroes» (Capcom, 2000)[51][56]
- «X-Men: Mutant Academy 2» (Activision/Paradox Development, 2001)[51][56]
- «X-Men: Next Dimension» (Activision/Paradox Development, 2002)[56]
- «Marvel vs. Capcom 3: Fate of Two Worlds» (Capcom, 2011)[57]
- «Ultimate Marvel vs. Capcom 3» (Capcom, 2011)[58]
- «Marvel: Contest of Champions» (Kabam, 2014)[59]
- «Marvel: Future Fight» (Netmarble, 2015)[60]

### Игры по фильмам
Было выпущено несколько игр, основанных на серии фильмов о Людях Икс от 20th Century Studios:
«X2: Wolverine’s Revenge» — игра в жанре стелс-экшн, в которой Росомаха был единственным игровым персонажем. Одновременно с выпуском третьего фильма Activision выпустила игру «X-Men: The Official Game», которая заполнила пробелы между картинами «Люди Икс 2» и «Люди Икс: Последняя битва», например, объяснила отсутствие Ночного Змея. В 2009 году по мотивам фильма «Люди Икс: Начало. Росомаха» вышла игра «X-Men Origins: Wolverine».

### X-Men Legends и Marvel: Ultimate Alliance
«X-Men Legends» и её продолжение «X-Men Legends II: Rise of Apocalypse» представляют собой многопользовательские игры, в которых несколько Людей Икс являются игровыми персонажами.
В каждой части «Marvel: Ultimate Alliance» Люди Икс также пополнили игры многочисленных играбельных персонажей:
Дэдпул, Человек-лёд, Шторм и Росомаха доступны в основной видеоигре «Marvel: Ultimate Alliance». За Колосса можно играть в версиях игры для Xbox 360, Wii и PS3, тогда как Джин Грей доступна в версии для GBA. Циклоп, Джин Грей, Ночной Змей, Профессор Икс и Псайлок появляются как неиграбельные персонажи во всех версиях, в то время как Зверь, Кузнец, Карма и доктор Мойра МакТаггерт упоминаются различными персонажами. Кроме того, во время кат-сцены Зверь, Колосс, Циклоп, Гамбит, Магнето, Профессор Ксавьер, Псайлок и Призрачная кошка были замечены побежденными Доктором Думом, наряду с Халком. Позже владельцы Xbox 360 смогли загрузить восемь новых игровых персонажей для игры, включая героев и злодеев Людей Икс: Циклопа, Магнето, Ночного Змея и Саблезубого.
В «Marvel: Ultimate Alliance 2» Росомаха, Дэдпул, Человек-лёд, Шторм, Гамбит и Джин Грей представлены в качестве игровых персонажей, тогда как Циклоп и Псайлок являются эксклюзивными персонажами для PS2, PSP и Wii. Колосс фигурирует как NPC. На брифинге, который следует за инцидентом в Ваканде, Капитан Америка и Железный человек упоминают о захвате других членов Людей Икс. Позже Псайлок, Кейбл, Магнето и Джаггернаут были добавлены в качестве загружаемых персонажей для «Marvel: Ultimate Alliance 2».
Росомаха, Шторм, Ночной Змей, Псайлок, Дэдпул и Магнето появляются как игровые персонажи в «Marvel Ultimate Alliance 3: The Black Order», а Мистик и Джаггернаут выступают боссами. Циклоп, Колосс, Зверь и Профессор Икс появляются на портрете в Особняке Икс, когда Магнето атакует его в трейлере Людей Икс. Первые из них являются игровыми персонажами DLC, а двое других также появляются как неигровые второстепенные персонажи.

## Книги
«Science of the X-Men» Линка Яко и Карен Хабер объясняет, как работают различные сверхспособности мутантов и какое они оказывают на них воздействие. Объектами исследования выступили: Ртуть, Росомаха, Призрачная кошка и Ночной Змей.
Было опубликовано несколько романов о Людях Икс.
| Название                                                        | Автор                              | Издатель                                                               | ISBN | Дата выпуска                                                                             |
| --------------------------------------------------------------- | ---------------------------------- | ---------------------------------------------------------------------- | --- | ---------------------------------------------------------------------------------------- |
| «The Marvel Superheroes»                                        | Лен Уэйн Марв Вольфман (издатели)  | Pocket Books                                                           | 0671820915 / 9780671820916 | Август 1979                                                                              |
| «X-Men: Cyclops and Phoenix»                                    | Пол Мантелл Эйвери Харт            | Random House                                                           | 0679876596 / 9780679876595 | Октябрь 1995                                                                             |
| «X-Men: Sabretooth Unleashed»                                   | Вики Камида                        | Random House                                                           | 0679876618 / 9780679876618 | Октябрь 1995                                                                             |
| «X-Men: Mutant Empire Book One: Siege»                          | Кристофер Голден                   | Berkley Boulevard/BPMC                                                 | 1572971142 / 9781572971141 | Май 1996                                                                                 |
| «The Ultimate X-Men»                                            | Стэн Ли (редактор)                 | Berkley Boulevard/BPMC                                                 | 1572972173 / 9781572972179 | Октябрь 1996                                                                             |
| «X-Men: Mutant Empire Book Two: Sanctuary»                      | Кристофер Голден                   | Berkley Boulevard/BPMC                                                 | 1572971800 / 9781572971806 | Ноябрь 1996                                                                              |
| «X-Men: Mutant Empire Book Three: Salvation»                    | Кристофер Голден                   | Berkley Boulevard/BPMC                                                 | 1572972475 / 9781572972476 | Май 1997                                                                                 |
| «Generation X»                                                  | Скотт Лобделл Эллиот С. Мэггин     | Berkley Boulevard/BPMC                                                 | 1572972238 / 9781572972230 | Июнь 1997                                                                                |
| «X-Men: Smoke and Mirrors»                                      | Элуки Бес Шахар                    | Berkley Boulevard/BPMC                                                 | 1572972912 / 9781572972919 | Сентябрь 1997                                                                            |
| «X-Men: Empire’s End»                                           | Диана Дуэйн                        | Putnam/BPMC (твёрдая обложка); Berkley Boulevard/BPMC (мягкая обложка) | 0399143343 / 9780399143342 (твёрдая обложка); 0425164489 9780425164488 (мягкая обложка)                                              | Октябрь 1997 (твёрдая обложка) Сентябрь 1998 (мягкая обложка)                            |
| «X-Men: The Jewels of Cyttorak»                                 | Дин Уэсли Смит                     | Berkley Boulevard/BPMC                                                 | 1572973293 / 9781572973299 | Декабрь 1997                                                                             |
| «X-Men: Law of the Jungle»                                      | Дэйв Смедс                         | Berkley Boulevard/BPMC                                                 | 0425164861 / 9780425164860 | Март 1998                                                                                |
| «X-Men: Prisoner X»                                             | Энн Ноченти                        | Berkley Boulevard/BPMC                                                 | 0425164934 / 9780425164938 | Май 1998                                                                                 |
| «Star Trek: The Next Generation/X-Men: Planet X»                | Майкл Ян Фридман                   | Pocket Books                                                           | 0671019163 / 9780671019167 | Май 1998                                                                                 |
| «X-Men and Spider-Man: Time’s Arrow Book 1: The Past»           | Том ДеФалко Джейсон Хендерсон      | Berkley Boulevard/BPMC                                                 | 0425164527 / 9780425164525 | Июль 1998                                                                                |
| «X-Men and Spider-Man: Time’s Arrow Book 2: The Present»        | Том ДеФалко Адам-Трой Кастро       | Berkley Boulevard/BPMC                                                 | 0425164152 / 9780425164150 | Август 1998                                                                              |
| «X-Men and Spider-Man: Time’s Arrow Book 3: The Future»         | Том ДеФалко Элуки Бес Шахар        | Berkley Boulevard/BPMC                                                 | 0425165000 / 9780425165003 | Сентябрь 1998                                                                            |
| «X-Men: Codename Wolverine»                                     | Кристофер Голден                   | Putnam/BPMC (твёрдая обложка); Berkley Boulevard/BPMC (мягкая обложка) | 0399144501 / 9780399144509 (твёрдая обложка); 0425171116 9780425171110 (мягкая обложка)                                              | Октябрь 1998 (твёрдая обложка); Май 2000 (мягкая обложка)                                |
| «Generation X: Crossroads»                                      | Дж. Стивен Йорк                    | Berkley Boulevard/BPMC                                                 | 0425166317 / 9780425166314 | Ноябрь 1998                                                                              |
| «X-Men: Soul Killer»                                            | Ричард Ли Байерс                   | Berkley Boulevard/BPMC                                                 | 0425167372 / 9780425167373 | Февраль 1999                                                                             |
| «X-Men and the Avengers: Gamma Quest Book 1: Lost and Found»    | Грег Кокс                          | Berkley Boulevard/BPMC                                                 | 0425169731 / 9780425169735 | Июль 1999                                                                                |
| «X-Men and the Avengers: Gamma Quest Book 2: Search and Rescue» | Грег Кокс                          | Berkley Boulevard/BPMC                                                 | 0425169898 / 9780425169896 | Август 1999                                                                              |
| «X-Men and the Avengers: Gamma Quest Book 2: Friend or Foe?»    | Грег Кокс                          | Berkley Boulevard                                                      | 0425170381 / 9780425170380 | Июнь 2000                                                                                |
| «X-Men Legends»                                                 | Стэн Ли (редактор)                 | Berkley Boulevard                                                      | 0425170829 / 9780425170823 | Июнь 2000                                                                                |
| «X-Men: Shadows of the Past»                                    | Майкл Ян Фридман                   | BP Books/iBooks                                                        | 0743400186 / 9780743400183 (твёрдая обложка); 074342378X / 978-0743423786 (мягкая обложка)                                           | Июнь 2000 (твёрдая обложка) Июнь 2001 (мягкая обложка)                                   |
| «X-Men»                                                         | Кристин Кэтрин Раш, Дин Уэсли Смит | Del Rey                                                                | 0345440951 / 9780345440952 | Июнь 2000                                                                                |
| «X-Men/Doctor Doom: The Chaos Engine Book One»                  | Стивен А. Роман                    | BP Books/iBooks                                                        | 0613950569 / 978-0613950565 (твёрдая обложка); 0743400194 9780743400190 (мягкая обложка) 0743434838 / 9780743434836 (мягкая обложка) | Июль 2000 (твёрдая обложка); Июль 2000 (мягкая обложка); Август 2001 (мягкая обложка)    |
| «X-Men/Magneto: The Chaos Engine Book Two»                      | Стивен А. Роман                    | BP Books/iBooks                                                        | 0613950569 / 9780613950565 (твёрдая обложка) 0743400232 / 9780743400237 (мягкая обложка) 0743445465 / 9780743445467 (мягкая обложка) | Июль 2000 (твёрдая обложка); Январь 2002 (мягкая обложка); Декабрь 2002 (мягкая обложка) |
| «Five Decades of the X-Men»                                     | Стэн Ли (редактор)                 | BP Books/iBooks                                                        | 0743435001 / 9780743435000 (мягкая обложка); 0743475011 / 9780743475013 (мягкая обложка)                                             | Март 2002 (мягкая обложка); Апрель 2003 (мягкая обложка)                                 |
| «X-Men: The Legacy Quest Book One»                              | Стив Лайонс                        | BP Books/iBooks                                                        | 074344468X / 9780743444682 (мягкая обложка); 0743458486 / 9780743458481 (мягкая обложка)                                             | Июнь 2002 (мягкая обложка); Апрель 2003 (мягкая обложка)                                 |
| «X-Men: The Legacy Quest Book Two»                              | Стив Лайонс                        | BP Books/iBooks                                                        | 0743452437 / 9780743452434 (мягкая обложка) 0743474449 / 9780743474443 (мягкая обложка)                                              | Июль 2002 (мягкая обложка); Апрель 2003 (мягкая обложка)                                 |
| «X-Men: The Legacy Quest Book Three»                            | Стив Лайонс                        | BP Books/iBooks                                                        | 0743452666 / 9780743452663 (мягкая обложка) 0743475194 / 9780743475198 (мягкая обложка)                                              | Октябрь 2002 (мягкая обложка); Сентябрь 2003 (мягкая обложка)                            |
| «X-Men/Red Skull: The Chaos Engine Book Three»                  | Стивен А. Роман                    | BP Books/iBooks                                                        | 0743452801 / 9780743452809 (мягкая обложка); 0743479580 / 9780743479585 (мягкая обложка)                                             | Декабрь 2002 (мягкая обложка); Октябрь 2003 (мягкая обложка)                             |
| «X-Men 2»                                                       | Крис Клэрмонт                      | Del Rey                                                                | 0345461967 / 9780345461964 | Март 2003                                                                                |
| «Wolverine: Weapon X»                                           | Марк Черасини                      | Marvel (твёрдая обложка); Pocket Books (мягкая обложка)                | 0785116052 / 9780785116059 (твёрдая обложка) 141652164X / 9781416521648 (мягкая обложка)                                             | Ноябрь 2004 (твёрдая обложка); Октябрь 2005 (мягкая обложка)                             |
| «The X-Men: Dark Mirror»                                        | Марджори М. Лю                     | Pocket Books                                                           | 141651063X / 9781416510635 | Декабрь 2005                                                                             |
| «The X-Men: Watchers on the Walls»                              | Кристофер Л. Беннетт               | Pocket Books                                                           | 1416510672 / 9781416510673 | Апрель 2006                                                                              |
| «X-Men: The Last Stand»                                         | Крис Клэрмонт                      | Del Rey                                                                | 0345492110 / 9780345492111 | Май 2006                                                                                 |
| «Wolverine: Road of Bones»                                      | Дэвид Мак                          | Pocket Books                                                           | 1416510699 / 978-1416510697 | Октябрь 2006                                                                             |
| «Wolverine: Lifeblood»                                          | Хью Мэтьюз                         | Pocket Books                                                           | 1416510737 / 978-1416510734 | Февраль 2007                                                                             |
| «X-Men: The Return»                                             | Крис Роберсон                      | Pocket Books                                                           | 1416510753 / 9781416510758 | Апрель 2007                                                                              |
| «Wolverine: Violent Tendencies»                                 | Марк Черасини                      | Pocket Books                                                           | 1416510745 / 9781416510741 | Октябрь 2007                                                                             |
| «Astonishing X-Men: Gifted»                                     | Питер Дэвид                        | Marvel                                                                 | | 12 сентября 2012                                                                         |
| «X-Men: Days of Future Past»                                    | Алекс Ирвин                        | Marvel                                                                 | 978-1-302-48954-0 | 17 мая 2016                                                                              |
| «X-Men: The Dark Phoenix Saga»                                  | Стюарт Мур                         | Titan Books                                                            | 9781789090628 / 9781789090635 | 14 мая 2019                                                                              |